# The Final Destination
The Final Destination (hay Final Destination 4), (tựa tiếng Việt: Lưỡi hái tử thần) là phần thứ tư của loạt phim kinh dị Final Destination. Phim do Eric Bress viết kịch bản và đạo diễn bởi David R. Ellis, những người đồng thời cũng là tác giả và đạo diễn của Final Destination 2. Bộ phim được dàn dựng dưới dạng đồ họa High-Definition (HD) 3D. Phim ra mắt công chúng Hoa Kỳ vào ngày 28 tháng 08 năm 2009, trễ hơn một tuần so với thời gian dự kiến. Tên cũ của bộ phim Final Destination: Death Trip 3D đã được đổi thành The Final Destination trước khi trailer của phim được công bố vào ngày 04 tháng 06 năm 2009.
Hãng phim Thiên Ngân đã ký hợp đồng phát hành bộ phim này tại Việt Nam, và lên kế hoạch trình chiếu vào ngày 18 tháng 09 năm 2009. Tuy nhiên, một tuần trước khi khởi chiếu (ngày 11 tháng 09), hãng phim bất ngờ nhận được quyết định cấm trình chiếu trên toàn lãnh thổ Việt Nam.

## Nội dung sơ lược
Vào ngày 13 tháng 12 năm 2008, hãng phim Warner Bros. đã tiết lộ phần nội dung sơ lược của bộ phim:
Vào một ngày lẽ ra sẽ rất hào hứng, trong khi xem đua xe tốc độ cao, Nick O'Bannon bỗng nhận được một linh cảm chết chóc là toàn bộ các bạn của anh và các khán giả gần đó sẽ chết một cách thảm khốc khi chiếc xe đua gặp tai nạn và đâm vào khán đài chỗ anh ngồi gây ra một vụ nổ lớn. Một vài người kể cả anh và các bạn sẽ chết. Thức dậy sau cơn ác mộng, cảm thấy bất an, Nick hoảng sợ kêu gọi các bạn anh quay về. Anh và các bạn thoát chết trong đường tơ kẽ tóc trước khi cơn ác mộng trở thành sự thực đáng sợ. Sau vụ tai nạn, họ ngỡ là mình đã lừa gạt được thần chết. Nhưng không may cho Nick và Lori (bạn gái anh) đây chỉ mới là sự khởi đầu của "Danh sách Thần Chết." Khi linh cảm của anh tiếp tục sau đó, những người bạn của anh đều lần lượt chết trong những vụ tai nạn khác nhau một cách khủng khiếp dưới sự sắp đặt của bàn tay thần chết. Trước khi người cuối cùng trong nhóm bị giết chết, Nick phải tìm ra "Bản thiết kế của Thần chết" để cứu các bạn anh và cứu cả chính anh. Bộ phim là phần thứ tư của loạt phim Final Destination, cũng là phần đầu tiên được quay dưới dạng 3D.
Cảnh quay hành động cuối cùng của bộ phim được kết thúc với một vụ nổ lớn trong một rạp chiếu bóng.

## Nhân vật
- Nick O'Bannon (Boddy Campo): Anh là người có điềm báo trong phim. Ban đầu anh cũng đã rất sốc khi biết mình đã thấy trước được tai nạn. Sau đó các linh cảm về những người sắp chết đã đến với anh, nó rời rạc và không rõ ràng nên Nick không thể biết được toàn bộ sự việc. Anh là người chết cuối cùng trong vụ tai nạn cùng Lori và Janet.
- Lori Milligan (Shantel VanSanten): Cô là bạn gái của Nick, cô cũng đã chạy ra khỏi trường đua cùng Nick. Sau này khi thấy các linh cảm của Nick về những người sắp chết, cô cũng đã tìm trên Google về những thông tin và cùng Nick cứu những người sắp chết để phá bỏ danh sách. Cô là người thứ 10 chết trong tai nạn cùng Nick.
- George Lanter (Mykelti Williamson): Anh là người bảo vệ trường đua. Anh cũng chạy ra khỏi tai nạn đó để cản cuộc ẩu đả của Nick và Andy. Anh cũng tin vào những điềm báo của Nick. Anh là người thứ 9 chết trong tai nạn trên đường đi bộ.
- Jonathan Grove (Jackson Walker): Anh là một khán giả của cuộc đua. Trong linh cảm, Nick đã thấy trước rằng anh sẽ mặc một bộ đồ cao bồi và đến ngồi chắn tầm nhìn của Lori. Khi mọi người ra khỏi trường đua, số phận của những người sẽ chết trong tai nạn đã thay đổi. Anh chết gần sau nên chỉ bị thương nặng dù ở lại trong trường đua. Sau cùng Nick mới biết anh vẫn còn sống nên đến cứu. Anh là người thứ 8 chết trong tai nạn bệnh viện bị đè nát do bồn tắm.
- Hunt Wynorski (Nick Zano): Anh là người nằm trong nhóm bạn của Nick. Tuy thoát chết nhưng anh lai buông xuôi đợi thần Chết khi nghe Nick và Lori thông báo. Anh có một đồng xu may mắn nhưng vì nó mà anh phải chết. Anh cũng là một tay chơi điếm. Anh là người thứ 7 chết trong tai nạn ở hồ bơi.
- Janet Cunningham (Haley Webb): Cô cũng nằm trong nhóm bạn của Nick. Cô chết gần như cùng một lúc với Hunt. Cô đã gặp một cú sốc lớn là những người sống sót đều phải chết. Cô không dám tin là mình sẽ phải chết sau khi thoát khỏi tai nạn ở trường đua đó. Cô là người thứ 6 chết trong tai nạn cùng với Nick và Lori.
- Andy Kewzer (Andrew Fiscella): Anh là một khán giả trong cuộc đua đó. Anh ra khỏi trường đua vì ẩu đả với Nick khi Nick nói là sắp có tai nạn xảy ra. Đáng lý anh là người chết thứ 5 chết trong tai nạn đó.
- Samantha Lane (Krista Allen): Cô cũng là một khán giả ngồi trong trường đua. Cô đi cùng với chồng (Edward) và hai đứa con trai nhỏ. Trong linh cảm của Nick, trước khi tai nạn xảy ra cô đã lấy bao chống thai nhét vào tai hai đứa trẻ để làm trò cười. Khi tai nạn xảy ra, chồng và con cô chạy kịp nhưng cô thì bất hạnh hơn. Cô là người thứ 4 chết trong tai nạn ở cửa hàng làm tóc. Vì do 2 đứa con của mình.
- Anny Daniels (Justin Welborn): Anh là một khán giả trong trường đua. Trong linh cảm của Nick, trước khi tai nạn xảy ra, Anny đã gác chân lên hàng ghế trên và George đã nhắc nhở anh để bàn chân ra chỗ khác. Anh ra khỏi trường đua khi Nick làm li nước trên tay anh đổ lên áo của anh khi Nick đang chạy ra khỏi trường đua. Anh là người thứ 3 chết trong tai nạn khi bị nổ ở đường đi nhà George kế bên.
- Cynthia Daniels (Lara Grice): Cô là vợ của Anny và cũng ngồi với Anny trong trường đua đó. Khi Carter chạy ra cùng với Nick, cô cũng định chạy ra theo nhưng Anny đã nói cô cứ ở trong đấy đi. Khi tai nạn xảy ra Anny định vào cứu cô nhưng George đã ngăn cản. Cô là người thứ 2 chết trong tai nạn đó.
- Nadia Monroy (Stephanie Honore): Cô là bạn gái của Carter và cũng ngồi cùng với Carter trong trường đua đó. Khi mọi người đang chạy ra khỏi trường đua sau linh cảm của Nick, Nadia cũng chạy theo Carter. Và khi tai nạn xảy ra, trong lúc mọi người đang bàng hoàng thì cô chết ở đó ngay tức khắc. Cô là người đầu tiên chết trong tai nạn đó khi bị chiếc bánh xe đập nát cô.

## Cái chết
- Thứ tự

Thứ tự là từ Nadia, Anny, Samatha, Andy, Janet, Hunt, Jonathan, George, Lori, Nick nhưng thứ tự này đã bị thay đổi khi Nick và Lori can thiệp để cứu bạn mình.
- Nadia Monroy

Khi mọi người còn bàng hoàng khi tai nạn vừa xảy ra thì chiếc bánh xe từ vụ tai nạn bay ra và trúng vào đầu Nadia.
- Anny Daniels

Anh bị một chiếc xe tải kéo lê cho tới khi phát nổ.
- Samantha Lane

Samatha đến cửa hiệu làm tóc, hai đứa con trai của cô thi ai ném đá xa hơn, một người đã ném nó ở bãi cỏ nơi một ông già đang dọn cỏ (Chính viên đá đã gây ra cái chết của cô sau này). Cô đưa tiền cho hai đứa con để bảo chúng đi chơi trong khi cô vào làm tóc. Khi cô đang làm tóc, lọ xà phòng rỏ nước xuống đất. Lúc này cô đã gọi một cốc nước, nước chảy ra do đó là cốc nước lạnh. Điều đó khiến cho lọ xịt tóc di chuyển vào chiếc máy làm phẳng tóc, khiến nó nóng lên. Lúc này chiếc quạt bị lỏng khiến cho nó có hiện tượng rơi. Lúc này hai đứa con của cô chạy ùa vào, vấp phải xà phòng trơn mà ngã xuống. Bình xịt tóc do quá nóng nên bay ra trúng cái quạt nhưng cô không chết. Việc này khiến cho cô vô cùng tức giận mà ra khỏi cửa hiệu. Lúc này ông già đang cắt cỏ, cái máy đi trúng cục đá khiến cho nó bay thẳng vào mắt cô, khiến cô mất mắt mà chết.

## Điềm báo
Khi Nick đem đồ ăn về chỗ ngồi cho các bạn cũng là lúc linh cảm bắt đầu. Vừa mới ngồi xuống thì Hunt đưa một chiếc ống nhòm cho Nick, mọi người không hiểu thì Hunt nói trong đó là một chút rượu Gin. Sau đó Carter quay lên nói với Hunt là bạn gái của anh thích chiếc ống nhòm đó, Hunt nói đó không phải là ống nhòm thì Nadia(bạn gái của Carter) giật chiếc ống nhòm đó và uống một hơi. Sau đó một người đàn ông mang mũ cao bồi đi tới ngồi trước Lori, mọi người lập tức đứng dậy bởi có hai chiếc xe gặp sự cố khi đang đua. Lori cũng đứng dậy để xem nhưng không thấy gì vì bị mũ của chàng cao bồi đó chắn tầm nhìn, cô ngồi xuống và nói với Janet rằng mình vừa bỏ lỡ cảnh gì vậy, chàng cao bồi đó biết mình đã chắn tầm nhìn nên hỏi Lori có xem được không rồi chuyển sang bên cạnh để ngồi. Rồi Hunt chỉ về phía người phụ nữ ở hàng ghế dưới(Samantha), thì ra bà ta đưa hai chiếc bao chống thai cho hai đứa con rồi bảo chúng nhét vào tai để làm trò hề cho chồng xem. Đúng lúc đó có nhiều người trước hàng ghế của Carter đứng lên chắn tầm nhìn của anh và bạn gái, Nadia nói với Carter rằng mình không thấy gì cả, Andy liền kêu:" Ngồi xuống đi mấy thằng khốn! ". Mấy người đó ngồi xuống, Nadia và Carter nhìn nhau cười rồi hôn nhẹ với nhau. Sau đó George đi lên hàng ghế phía trên Nick, nơi Andy đang vừa huýt sáo vừa gác chân lên hàng ghế không có người ngồi ở phía dưới. George nói với Andy làm ơn đặt chân ra chỗ khác. Sau đó một chiếc xe ghé vào nơi sửa chữa nhanh trong trường đua. Những người thợ nhanh tay làm việc, họ cắm một chiếc tua-vít có đầu nhọn vào đuôi xe, rồi bơm bánh xe, đổ xăng. Làm xong họ kêu xe chạy mà quên lấy cái tua-vít ấy ra. Trong lúc xe chạy trên đường đua, chiếc tua-vít đó lỏng dần rồi rơi ra trên đường đua. Hàng loạt xe ào ào đi tới ngay sau đó, và một chiếc xe đã đâm phải chiếc tua-vít đó và nổ lốp. Chiếc xe đó rung chuyển, khán giả đứng dậy hàng loạt để xem cảnh đó. Sau đó chiếc xe bị lật và lật nhào nhiều vòng trong đường đua. Những chiếc bánh xe văng ra, bay lên hàng khán giả và đập nát đầu của Nadia. Mọi người hoảng hốt chạy ra khỏi trường đua. Rồi chiếc xe đó đâm vào một chiếc xe khác, cả hai xe nổ tung, bay xuyên qua hàng rào và đâm vào các hàng ghế của khán giả. Mọi người đổ xô chạy ra khỏi đó, một người đạp vào một hàng ghế gãy làm cho một thanh gỗ nhọn chốc đầu lên. Các chiếc xe thắng lại nhưng không kịp, hai chiếc xe đâm vào nhau và nổ tung. Một thanh kim loại mỏng từ hai chiếc xe đó bay lên khán giả và cắt đôi người của hai vợ chồng Andy và Cynthia khi họ đang còn hoảng hốt. Sau đó Samantha chạy lên cho kịp với ông chồng và hai đứa con thì bị các khán giả chạy ở sau xô ngã và đạp lên người cô. Khi mọi người chạy qua hết, cô quay lại với thân thể bị thương thì một khối kim loại nặng của xe trong trường đua bay lên và văng vào người cô làm cô chết tại chỗ. Khi mọi người bỏ chạy thì Carter sau khi hoàn hồn trước cái chết của Nadia bỏ chạy ra khỏi trường đua. Nhưng khi anh chạy lên thì đạp vào một hàng ghế gãy và ngã ngửa ra sau, thanh gỗ nhọn đâm từ sau gáy xuyên qua miệng anh. Khi mọi người đang dồn vào một cửa ra thì George nói với Nick rằng còn một lối thoát khác. Nick dẫn Lori đi sang bên kia cùng với George. Đang chạy qua thì một chiếc xe khác đâm vào những chiếc xe khác và nổ tung rồi bay lên khán giả, đâm vào Jonathan. Sau đó Nick và Lori nhớ tới hai người bạn của mình đang còn ở trong đám đông kia. Hai người kêu lên, Hunt và Janet nghe thấy nên chạy ra khỏi đám đông hỗn độn và chạy theo Nick và Lori. Trong khi đó thì tầng trên của trường đua đang sập xuống và đè lần lượt những người ở tầng dưới. Khi Hunt và Janet chạy được nửa đường thì tầng trên của trường đua sập xuống và đè lên hai người. Lori nhìn lại thì thấy hai người bạn của mình đã chết. Cô quay lại thì thấy Nick đang ở trong đám đông rồi bị những người đó đẩy sang bờ bên kia. Sau đó tầng trên của trường đua sập xuống và đè đám đông đang chen chúc ở cửa ra đó. Nick ở bờ bên kia kêu với George và Lori qua phía bên anh. Lập tức một chiếc xe đang cháy ở bên cạnh hai người bị nổ tung, ngọn lửa bao trùm lấy George và Lori. Nick vì vụ nổ đó mà hất ngược ra sau và một thanh thép đã đâm xuyên qua ngực. Nick hoảng hốt tỉnh dậy. Anh thấy Hunt đưa cho mình một chiếc ống nhòm, một anh chàng cao bồi đến ngồi trước mặt Lori, thấy Samantha nhét bao chống thai vào tai hai con trai, Carter la lên những người phía đằng trước ngồi xuống, George nói. Chợt tỉnh dậy sau linh cảm đó Nick hoảng sợ. Anh tin linh cảm của mình là thật sau khi thấy Hunt đưa cho anh cái ống nhòm, chàng cao bồi, hành động của Samatha và Anny đặt chân ra chỗ khác. Sau đó anh thấy chiếc xe sẽ bị tai nạn đi ra khỏi nơi sửa chữa nhanh ở trường đua, anh kêu lên rằng sẽ có tai nạn xảy ra, mọi người phải ra khỏi đó. Sau đó 1 cuộc ẩu đả nhỏ và Nick, Hunt, Janet, lori, Samatha, George, Carter, Nadia và Anny rời khỏi trường đua sau đó tai nạn xảy ra và 1 bánh xe bay ra ngoài cưa đức đầu Nadia...
(((có sự liên kết của 4 phần là những cái cột ở chỗ Nick có in số quen thuộc:180)))

## Sản xuất

### Phát triển
Sau thành công của Final Destination 3, Eric Bress viết tiếp một kịch bản đủ gây ấn tượng với nhà sản xuất Craig Perry và New Line Cinema để rồi phần thứ tư của loạt phim Final Destination được ra đời. James Wong đáng lẽ ra sẽ tiếp tục làm đạo diễn cho phần phim tiếp theo này, nhưng vì lịch làm việc không cho phép, ông đã quyết định từ bỏ. Sau đó, David R. Ellis được mời trở lại làm đạo diễn cho phim, sau thành công của ông trong Final Destination 2.

### Quay phim
Mặc dù đã có dự định phim cũng sẽ được quay ở Vancouver, Canada như 3 phần trước đó, nhưng David R. Ellis đã thuyết phục nhà sản xuất thay đổi địa điểm quay phim đến New Orleans để giảm thiểu kinh phí làm phim. Phim được bấm máy vào tháng 3 năm 2008 và đóng máy vào tháng 5 cùng năm.

## Danh sách diễn viên
| Diễn viên         | Vai diễn         |
| ----------------- | ---------------- |
| Bobby Campo       | Nick O'Bannon    |
| Shantel VanSanten | Lori Milligan    |
| Haley Webb        | Janet Cunningham |
| Nick Zano         | Hunt Wynorski    |
| Krista Allen      | Samantha Lane    |

## Phát hành
Phim đã được phát hành chính thức vào ngày 28 tháng 8 năm 2009.

### Phê bình
Bộ phim nhận được khá nhiều chỉ trích từ giới phê bình. Trang web phê bình phim Rotten Tomatoes cho biết bộ phim chỉ nhận được phản ứng tích cực từ 27% trong số 100 người phê bình. Bộ phim bị đánh giá là "có thể biết trước kết cục" và "xem một lần rồi bỏ" từ top các nhà phê bình nổi tiếng nhất của Rotten Tomatoes.
Nhiều nhà phê bình cho rằng "loạt phim đã cạn kiệt ý tưởng."  Một người còn cho rằng "Cái sai lớn nhất của bộ phim là sự thiếu tính tưởng tượng của nhà làm phim." 

## Phần tiếp theo
Sau thành công về doanh thu của bộ phim, vốn được dự tính sẽ là phần cuối cùng của loạt phim, giám đốc của Warner Bros., Alan Horn, đã bật đèn xanh cho phần tiếp theo của Final Destination 3. Nhà sản xuất Craig Perry sau đó còn xác nhận là phần tiếp theo này sẽ được quay dưới dạng 3D như The Final Destination. Bộ phim sẽ được viết kịch bản bởi Eric Heisserer, người mà hãng phim New Line Cinema hi vọng sẽ "phá bỏ tính lặp lại của loạt phim."  Hãng phim đã chọn ngày 26 tháng 8 năm 2011 làm ngày phát hành chính thức của bộ phim. Có một chi tiết được tiết lộ là tai nạn mở màn của bộ phim sẽ diễn ra trên một chiếc cầu treo.
Phần 5 được đặt thời điểm trước phần 1 (máy bay 180 nổ) 2 tuần